# Hrvatsko nacionalno etičko sudište
Hrvatsko nacionalno etičko sudište (HNES) bila je građanska akcija koja je za cilj držala kritizirati kulturu, političke pojave i političare u Hrvatskoj, kao i »nepoželjne osobe-strance«. Nastala je na inicijativu i prijedlog Hrvatskog žrtvoslovnog društva 2014. godine, a kao njen predsjednik djelovao je Zvonimir Šeparović.
Šeparović je izjavio da je osnovao HNES »u želji da upozori javnost na opasnosti koje vrebaju Hrvatskoj« i »kako bismo etički osudili one koji to zaslužuju«.
Djelovanje udruge u medijima je nazivano ideološkim, osobito zbog toga što se presudama osobe obilježuje kao »veleizdajnike« i »nacionalne izdajnike«, ali i zbog povezanosti nekih od članova s HDZ-om i politikom te stranke. Među osobama koje je udruga »osudila« nalaze se prominentni političari SDP-a te politički suparnici HDZ-a. Udrugu su pozitivno popratili portali Dnevno, Narod i Hrvatski fokus.

## Članovi
Udruga smatra da su njeni članovi »istaknute osobe izrazitog moralnog integriteta, stručnosti i ugleda, odnosno prominentne ličnosti iz javnog života, te utjecajni pojedinci«. Među članovima nalaze se brojne osobe iz dijaspore, kao i bosanskohercegovački Hrvati te hrvatski Srbi.
Među članovima udruge bili su Josip Pečarić, Nikola Debelić, Josip Jurčević, Zdravko Tomac, Nevenka Nekić, Zorica Gregurić, mons. Valentin Pozaić, Željko Olujić, Ante Deur, Vlado Iljkić, Ante Beljo, Eva Kirhmayer Bilić, Đuro Vidmarović, Stjepan Razum, Mile Prpa, Stanko Popović, Antun Babič, Miroslav Tomac, Stjepan Domačinović, Miljenko Prskalo, Željko Koretić, Predrag Mišić, Ermia Lekaj Prljaskaj i Dubravko Jelčić.

## Javne sjednice
Prva sjednica udruge održana je u Vukovaru, u Pastoralnom centru Sveti Bono; rasprava se vodila o »veleizdajničkim« pojavama u Hrvatskoj, utvrđivanju prvih etičkih optužbi i »izdajnika« i dogovoru o budućem radu. Dana 10. prosinca 2014. u Koncertnoj dvorani Vatroslava Lisinskog povodom Međunarodnog dana ljudskih prava održana je druga javna sjednica.
Dana 31. listopada 2015. u dvorani Vatroslava Lisinskog održana je četvrta javna sjednica na kojoj se etički sudilo J. B. Titu te njegovim suradnicima i sljedbenicima, za koga se smatrao Zoran Milanović. Noć prije sjednice, na ulaznim vratima Dvorane grafitiran je izraz »USTAŠKI DERNEK«. Nakon uvodnog izlaganja na sjednici, predsjednik udruge Šeparović uzviknuo je »Za dom!«, na što su dijelovi publike odgovorili s »Uvijek!«. Anto Kovačević na kraju svoga govora uzviknuo je »Liberté, égalité, fraternité!«, smatrajući da Hrvatska utjelovljuje ideale Francuske revolucije.
Šesta sjednica održana je u Ružičkinoj kući u Vukovaru 5. ožujka 2016. kako bi se »osudili« Vojislav Stanimirović i ćirilični ulični znakovi u Vukovaru.

### Osude
Udruga je, među ostalima, osudila Georgea Sorosa, Tihomira Oreškovića, Zorana Milanovića, Stipe Mesića, Ive Josipovića, Zorana Milanovića, Vesne Pusić, Budimira Lončara, Milorada Pupovca, Vesne Teršelič, Carla Bildta i druge. Vesna Teršelič podnijela je policijsku prijavu protiv udruge nakon zaprimanja »presude«, nakon čega je njen predsjednik Šeparović bio na razgovoru s policijom. Udruga je uslijed toga osudila djelovanje policije za »zlorabljenje tijela državne represije u korist politički podobnih miljenika trenutne vlasti« te »brutalan nasrtaj na građanska prava i slobode«.
Udruga je na svojim sjednicama kritizirala i Hrvatsku radioteleviziju za »prokomunističko i antihrvatsko tj. protudemokratsko djelovanje« te pokušaje rušenja trinaeste Vlade Republike Hrvatske. Slične kritike »dugotrajnog veleizdajničkog djelovanja« izražene su i protiv drugih hrvatskih medija, kojima je udruga zamjerila što nisu pratili »neprocjenjiv doživljaj« sjednice, zaključujući da će im taj »grijeh biti upisan kao još jedna točka optužnice«. Kritika je bila usmjerena i na učestalo medijsko popraćivanje »gay okupljenika ili sličnih i štetnih beznačajnih događanja«.
Udruga je 2016. godine osudila premijera Tihomira Oreškovića za »političku nekulturu i nekorektnost«, »ugrožavanje nacionalnog opstanka« te stvaranje »mini koalicije sa manjinskom grupom Mosta, a protiv vladajuće snage HDZ-a«, pri čemu su tvrdili da je premijer bio zaslužan za »spriječavanje, kočenje opstruiranje provođenja HDZ-ovog programa«. Stranku Most pritom su optužili za »sadašnju duboku krizu ne samo hrvatske vlade nego i cijelog hrvatskog društva«.

### Ostalo
Udruga je kritizirala Haaški sud zbog oslobađajuće presude Vojislavu Šešelju 2016. godine, tvrdeći da je presuda »protivna logici«. Zalagala se među ostalim i za preimenovanje Trga maršala Tita, zabranu isticanja totalitarističkog znakovlja te donošenje zakona o lustraciji.
Članovi udruge 21. rujna 2019. godine otplovili su iz Zadra u podršku proglašenju Isključivog gospodarskog pojasa Hrvatske na Jadranu koje organizira udruga Naroda akcija. Pritom je Lovro Meštrović, predsjednik splitskog ogranka Hrvatskih suverenista, potpisao »deklaraciju« i simboličku ploču bacio u more, obećavši da će akciju nastaviti djelovanjem u Saboru.
Udruga je u više navrata organizirala tribine na kojima su naknadno argumentirane HNES-ove osude političkih figura poput Ive Josipovića i Tita te ulozi te udruge u lustraciji.

## Vanjske poveznice
- Hrvatsko žrtvoslovno društvo: U Vukovaru je održana prva sjednica Hrvatskog nacionalnog etičkog sudišta (HNES)  Arhivirana inačica izvorne stranice od 17. studenoga 2015. (Wayback Machine)